# Schroniska na Śnieżce

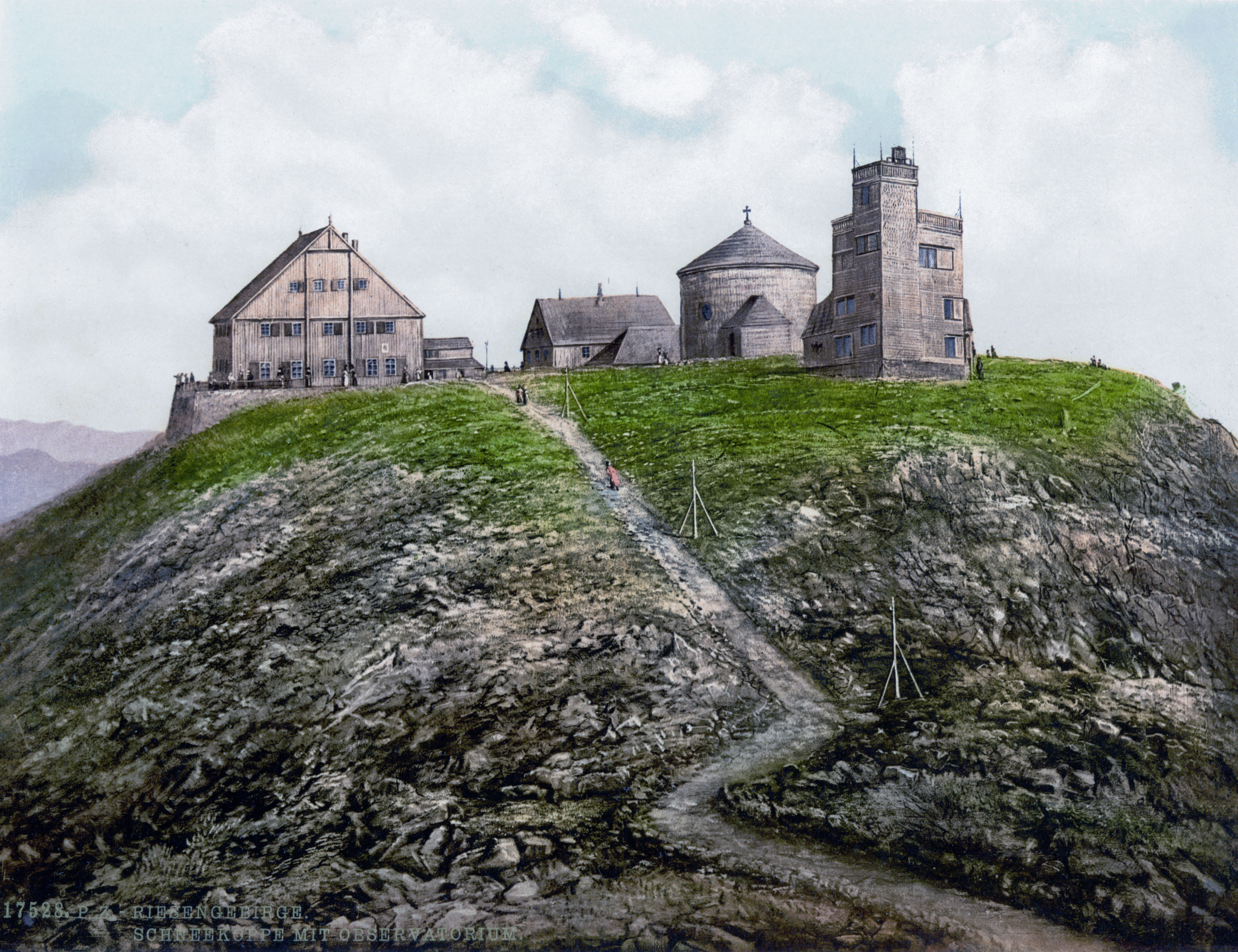
Obiekty na Śnieżce ok. 1900 – Preussische Baude, Böhmische Baude, kaplica pw. św. Wawrzyńca i obserwatorium meteorologiczne

Schroniska na Śnieżce – nieistniejące obiekty turystyczne na Śnieżce – najwyższym szczycie Karkonoszy (1602 m n.p.m.), zlokalizowane po obu stronach granicy.

## Schronisko po stronie polskiej
Na przestrzeni lat obiekt nosił różne nazwy: Schneekoppe Baude, Preußische Baude, Deutsche Baude, Schronisko PTTK "Na Śnieżce".

### Schronisko do 1945 roku
Śnieżka była celem turystów co najmniej od XVII wieku. W 1681 otwarto na niej kaplicę św. Wawrzyńca i od tego okresu gwałtownie wzrosła liczba pielgrzymów oraz innych wędrowców. Schroniska przy Śląskim Trakcie, prowadzącym na Śnieżkę, nie były w stanie udzielić wszystkim noclegów, więc w 1824 zaadaptowano kaplicę na prowizoryczne schronisko, ale była ona za mała i konieczna stała się budowa schroniska turystycznego z prawdziwego zdarzenia.
Pierwszy taki obiekt powstał w 1850 dzięki inicjatywie Friedricha Sommera z Cieplic, ostatniego właściciela kaplicy-schroniska (był również dzierżawcą schroniska Schneegrubenbaude). Koszt sięgnął 2000 talarów. Był to drewniany, parterowy budynek, przykryty dwuspadowym dachem. W 1857 spłonął podczas pożaru, ale już rok później Sommer wybudował nowe schronisko, większe (piętrowe), mieszczące 35 osób. Niestety wkrótce i ono spłonęło w czasie burzy.
Trzecie schronisko stanęło w 1862. Preussische Baude posiadało dużą salę jadalną na parterze i w sumie 26 pokoi z ponad 100 miejscami sypialnymi. Budynek przykryty był stromym dwuspadowym dachem, a niewielkie okna i brak elementów ozdobnych powodowały, że sprawiał wrażenie bardzo surowego, podobnie jak klimat panujący na Śnieżce.
W 1868 wyrosła mu konkurencja – tuż obok powstało austriackie schronisko pod nazwą Böhmische Baude. Konkurencję wygrywa Friedrich Sommer i staje się gospodarzem obydwu schronisk. W sumie oba obiekty posiadały 150 miejsc noclegowych.
Od lat 70. XIX wieku kolejnym właścicielem był Friedrich Pohl, a później jego syn Emil. Podczas gospodarzenia tego ostatniego schronisko na Śnieżce przeżywało największy rozkwit. W 1880 w budynku uruchomiono stację meteorologiczną, a w latach 1889-1890 wzniesiono dla niej osobny budynek. Od 1872 mieściła się najwyżej położona w Prusach agencja pocztowa, a tuż obok agencja austro-węgierska. Z tym miejscem związane jest pojawienie się jednej z pierwszych na świecie całostek, wydanej w 1873. O Pohlu pisano na początku XX wieku: Pohl jest wprawdzie poddanym i urzędnikiem dwóch cesarzy, ale jednowładcą na Śnieżce.
W 1923 obiekt przejął Heinrich Pohl, ostatni z rodziny, ale schronisko, w wyniku kryzysu gospodarczego w Niemczech oraz napiętych stosunków czechosłowacko-niemieckich, powoli traciło swoją świetność. Upadek przypieczętowała II wojna światowa – schronisko zostało zamknięte dla turystów i zajęło je wojsko. Pracowała tam stacja meteorologiczna oraz urządzenia nadawcze i szyfrowe Luftwaffe.

### Schronisko po 1945

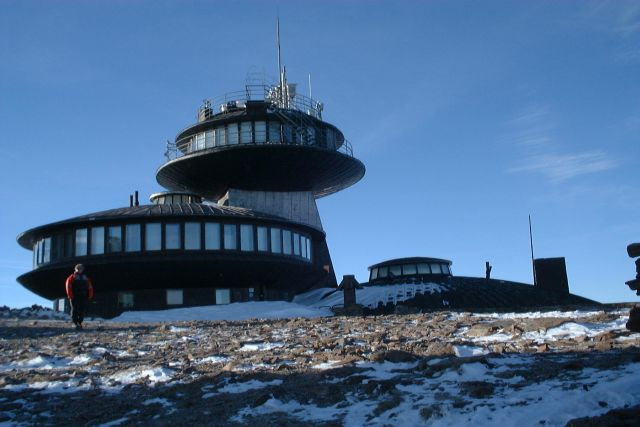
Współczesne obserwatorium i restauracja

Po 1945 schronisko przejęła Dolnośląska Spółdzielnia Turystyczna, a następnie Polskie Towarzystwo Tatrzańskie i Polskie Towarzystwo Turystyczno-Krajoznawcze jako Schronisko "Na Śnieżce". W latach 60. podjęto decyzję o wyburzeniu starego obiektu z 1862 i budowie nowego, większego. Argumentowano to złym stanem technicznym oraz wzrostem ruchu turystycznego.
Nowy budynek powstał w latach 1967–1976 według projektu Witolda Lipińskiego i Waldemara Wawrzyniaka z Wrocławia. Posiada formę trzech połączonych ze sobą dysków. W najwyższym mieści się Wysokogórskie Obserwatorium Meteorologiczne im. Tadeusza Hołdysa, w pozostałych zaplecze techniczne, magazyny oraz bar (potocznie określany jako restauracja, ale nigdy nie było tam obsługi kelnerskiej, co jest w przypadku restauracji nieodzowne). Nie jest to jednak schronisko, gdyż brak w nim części noclegowej, a więc jeden z głównych powodów wyburzenia starego obiektu w praktyce nie okazał się prawdziwy.

## Schronisko po stronie czeskiej

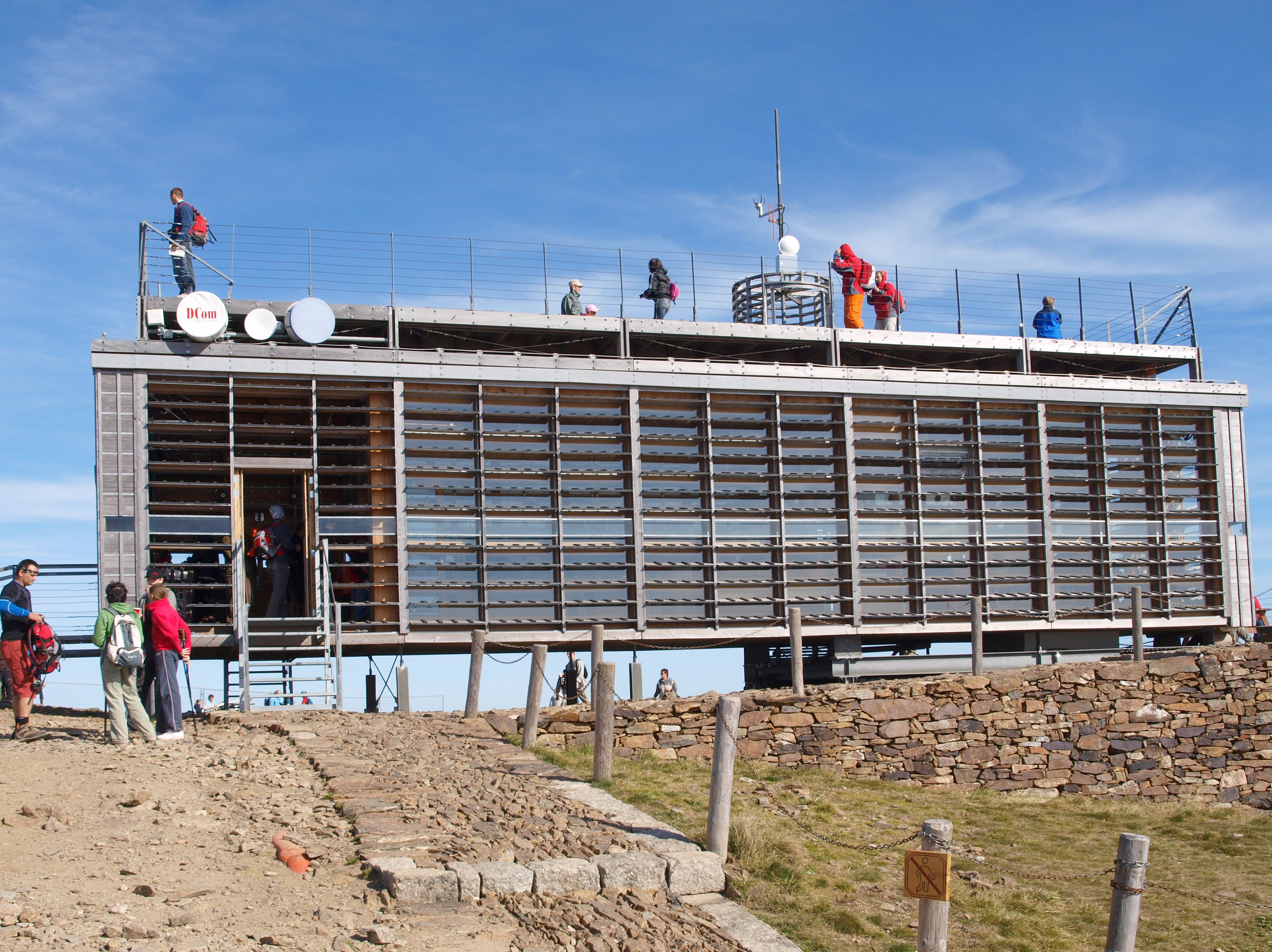
Budynek nowej poczty – po prawej stronie widoczne fundamenty dawnego schroniska

"Niemy znak" do dawnego schroniska w terenie (po czeskiej stronie)

Na przestrzeni lat obiekt nosił różne nazwy: Böhmische Baude, Česka bouda.
Schronisko wybudowano w 1868. Jego pierwszym właścicielem był Hermann Blaschke, który wkrótce obiekt sprzedał właścicielowi schroniska po śląskiej stronie i wybudował schronisko Blaschkebaude na przełęczy Okraj. Od 1899 w schronisku zaczął funkcjonować punkt pocztowy, który działał do 1938. Obiekt był czynny do lat 80. XX wieku, niszczejący budynek rozebrano w 2005. Do chwili obecnej zachowały się jedynie piwnice dawnego schroniska. Na jego miejscu wybudowano nowy budynek poczty, otwarty w 2007.
Do czasu budowy kolei krzesełkowej z Peca całość zaopatrzenia dostarczana była przez tragarzy.